# LEGO Marvel's Avengers
LEGO Marvel's Avengers è un videogioco LEGO del 2016 di azione e avventura, sviluppato da Traveller's Tales e pubblicato da Warner Bros. Interactive Entertainment su licenza della Marvel e della Disney. Il videogioco è uscito per PlayStation 4, PlayStation 3, PlayStation Vita, Nintendo 3DS, Wii U, Xbox One, Xbox 360, Microsoft Windows e macOS.
È uno spin-off del videogioco LEGO Marvel Super Heroes: a differenza di quest'ultimo, tuttavia, gli eventi di LEGO Marvel's Avengers sono basati sui film delle prime 2 fasi del MCU, principalmente The Avengers (2012) e Avengers: Age of Ultron (2015).
Nel videogioco sono presenti numerosi personaggi tra cui: Iron Man, Capitan America, Thor, Hulk, Vedova Nera, Occhio di Falco, Scarlet, Quicksilver, Loki, Ultron, Soldato d'Inverno, Teschio Rosso, Arnim Zola, Crossbones, Falcon, Visione, War Machine, Pepper Potts, Barone Strucker, Klaw, Thanos, Aldrich Killian, Mandarino, Malekith e molti altri. Il gioco è stato pubblicato il 29 gennaio 2016.

## Modalità di gioco
Il gameplay è simile ai precedenti giochi Lego, con l'aggiunta dell'open world di New York City e degli hub worlds di Sokovia, della Base SHIELD, di Asgard, di Malibu, della fattoria di Occhio di Falco, di Washington DC e del Sud Africa.
I personaggi principali sono Iron Man, Capitan America, Thor, Hulk, Vedova Nera e Occhio di Falco.
Nel videogioco sono presenti oltre 100 personaggi, tra cui gli Avengers, i loro nemici, i personaggi secondari e tre personaggi esclusivi: Stan-Buster, Iron Stan e Hulk Excelsior, in omaggio a Stan Lee, famoso fumettista della Marvel Comics. Oltre ai personaggi dei film prima accennati, saranno presenti anche vari personaggi dei fumetti Marvel, come Speed,Wiccan, Crymson Dynamo, Devil il dinosauro, Falcon America, Kamala Khan, Thor (versione Jane Foster) e tanti altri.

## DLC
Sono disponibili due pacchetti gratuiti di contenuti aggiuntivi (DLC).
Il primo pacchetto è dedicato a Captain America: Civil War e include i seguenti personaggi: Capitan America, Iron Man Mark 46, Pantera Nera, Bucky Barnes, Falcon, War Machine, Scarlet Witch, Crossbones e Sharon Carter.

### LEGO Ant-Man
Il livello presenta undici nuovi eroi, più un livello basato su una sequenza del film. Il DLC Ant-Man Pack offre invece accesso ai seguenti supereroi: Ant-Man (Scott Lang), Ant-Man (Hank Pym), Ant-Thony (Formica Volante), Cassie Lang, Darren Cross, Scott Lang, Hank Pym, Hope van Dyne, Luis, Wasp (Janet van Dyne) e Calabrone.

### Black Panther (classico)
Black Panter insieme alla sorella Shuri devono impedire a Klaw e al Cavaliere Nero di rubare il Vibranio dal Wakanda.

### Captain Marvel (classico)
Captain Marvel insieme a Captain America devono fermare un piano diabolico degli Skrull prima che distruggano il Mondo

### I Signori del Male
Il Barone Zemo organizza una squadra di supercattivi (composta dal Cavaliere Nero, l'Uomo Radioattivo, L'incantatrice e Skurge L'Esecutore) per sconfiggere gli Avengers fallendo miseramente.

### Doctor Strange(classico)
Dottor Strange per sconfiggere il Barone Mordo e Dormammu si allea con Clea (nipote di Dormammu) prima che raggiungano la sua dimensione.

### LEGO Agents of S.H.I.E.L.D
Il Livello rivisita in versione LEGO il finale della seconda stagione della serie TV Agents of S.H.I.E.L.D. nei panni dell'Agente May.
Inoltre è uscito un altro DLC basato su Spider-Man con 6 nuovi personaggi: Spider-Man, Spider-Man (Civil War), Iron Spider, Spider-Man (Miles Morales), Spider-Girl e Ragno Rosso.

## Sviluppo

### Audio
A differenza di LEGO Marvel Super Heroes, che ha usato il doppiaggio originale, LEGO Marvel's Avengers utilizza l'audio dai sei film presenti nel gioco, tra cui voce e musica, similmente a LEGO Il Signore degli Anelli, The LEGO Movie Videogame, LEGO Lo Hobbit, e LEGO Jurassic World. Tuttavia, Clark Gregg, Cobie Smulders, Ashley Johnson e Hayley Atwell hanno registrato un dialogo addizionale per i loro rispettivi ruoli dei film, mentre il co-creatore della Marvel Stan Lee è tornato ad esprimere se stesso. Robbie Daymond dà la voce a Rick Jones. Lou Ferrigno dà la voce a se stesso; mentre Greg Miller dà la voce ad Aldrich Killian. I doppiatori italiani di Phil Coulson (Pasquale Anselmo), Maria Hill (Federica De Bortoli) e Captain America (Marco Vivio) sono tornati a doppiare i rispettivi personaggi del Marvel Cinematic Universe.